# Isola Linejnyj
L'isola Linejnyj (in russo остров Линейный, ostrov Linejnyj; in italiano "lineare") è un'isola russa che fa parte dell'arcipelago Severnaja Zemlja ed è bagnata dal mare di Kara.
Amministrativamente fa parte del Tajmyrskij rajon del Territorio di Krasnojarsk, nel Distretto Federale Siberiano.

## Geografia
L'isola è ubicata nella parte nord-occidentale dell'arcipelago, a ovest dalla costa sud-ovest dell'isola Komsomolets, all'ingresso della baia Klin (бухта Клин). Linejnyj è una lunga e stretta striscia di sabbia; è lunga 2 km e larga 300 m (da qui il suo nome "lineare").

## Isole adiacenti
- Isola Slityj, ad ovest, a 300 m.